# Any Number Can Play
Any Number Can Play – amerykański dramat z 1949 roku w reżyserii Mervyn LeRoya, którego scenariusz został oparty na książce Edwarda Harrisa Hetha pod tym samym tytułem.
Film zarobił ponad 3 miliony dolarów.

## Fabuła
Właściciel kasyna Charley Enley Kyng (Clark Gable) zmaga się z problemami zdrowotnymi dlatego decyduje się ograniczyć używki. Chce spędzić więcej czasu z zaniedbywaną do tej pory żoną (Alexis Smith) i synem. Wkrótce jednak Charley musi zmierzyć się ze szwagrem, który próbuje go oszukać oraz musi podjąć decyzję co do przyszłości swojego romansu z kochanką Adą.

## Obsada
- Clark Gable - Charley Enley Kyng
- Alexis Smith - Lon Kyng
- Wendell Corey - Robbin Elcott
- Audrey Totter - Alice Elcott
- Frank Morgan - Jim Kurstyn
- Mary Astor - Ada
- Lewis Stone - Ben Gavery Snelerr
- Barry Sullivan - Tycoon
- Marjorie Rambeau - Sarah Calbern
- Edgar Buchanan - Ed
- Leon Ames - doktor Palmer
- Mickey Knox - Pete Senta
- Richard Rober - Lew "Angie" Debretti
- William Conrad - Frank Sistina
- Darryl Hickman - Paul Enley Kyng
- Caleb Peterson - Sleigh
- Dorothy Comingore - pan Purcell
- Art Baker - pan Reardon
- Helen Lynd - Ellen